# 宮田家住宅 (犬山市)
宮田家住宅（みやたけじゅうたく）は、愛知県犬山市犬山東古券719にある町屋。對依軒（たいいけん、主屋）、蔵、塀、井戸屋形が登録有形文化財。

## 歴史
江戸時代、この地は犬山城下の武家地だった。宮田家は犬山藩主の成瀬家に勘定方として仕えていた。
宮田錠吉は1903年（明治36年）に医術開業試験に合格し、宮田家住宅で宮田医院を経営した。診療科目は眼科・内科・小児科。1931年（昭和6年）には蔵、高塀、屋根塀を建てた。宮田錠吉は茶道を嗜んでいたことから数寄屋の建築を構想し、成田山名古屋別院大聖寺の茶席を手掛けた高橋為吉を大工として招いた。第58回の神宮式年遷宮の余材の払い下げを受け、さらに京都の銘木屋から銘木を集めた。同年に工事に入ったが、途中で中断して高橋正治が工事を引き継ぐと、1944年（昭和19年）に對依軒（たいいけん）が完成した。
2006年（平成18年）10月18日、對依軒（たいいけん、主屋）、蔵、塀、井戸屋形が登録有形文化財に登録された。

## 文化財

### 登録有形文化財
- 對依軒（たいいけん）

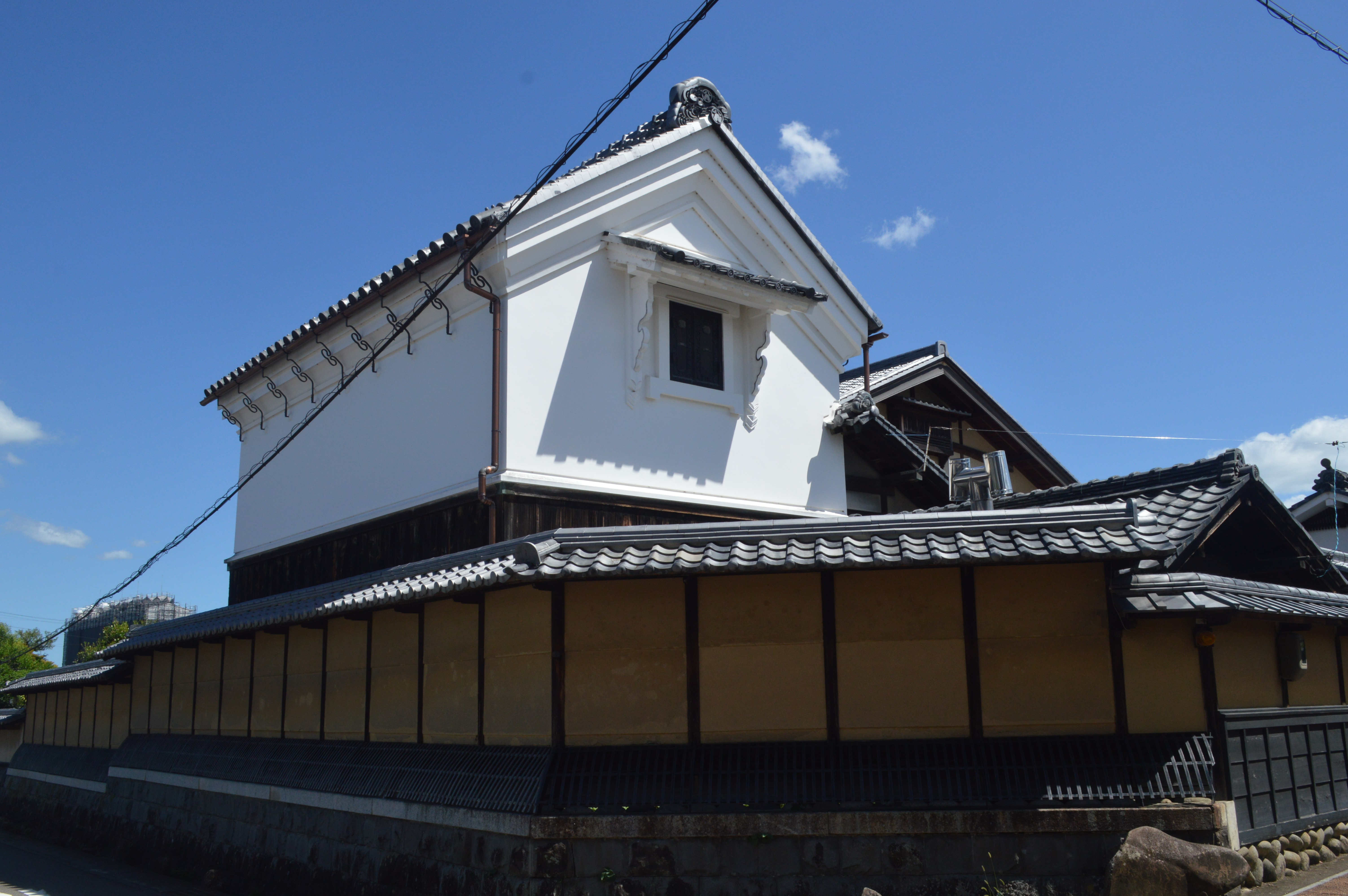
蔵

  - 入母屋造、桟瓦葺、一部銅板葺。建築面積159平方メートル。
  - 1931年（昭和6年）に着工し、中断期間を経て、1944年（昭和19年）に完成した[2]。大工は高橋為吉[2]。「青山に對し緑水に依る」という意味が込められている。
- 蔵
  - 土蔵造2階建、切妻造、桟瓦葺。建築面積58平方メートル。桁行4間、梁間2間半。敷地の北西部にある。

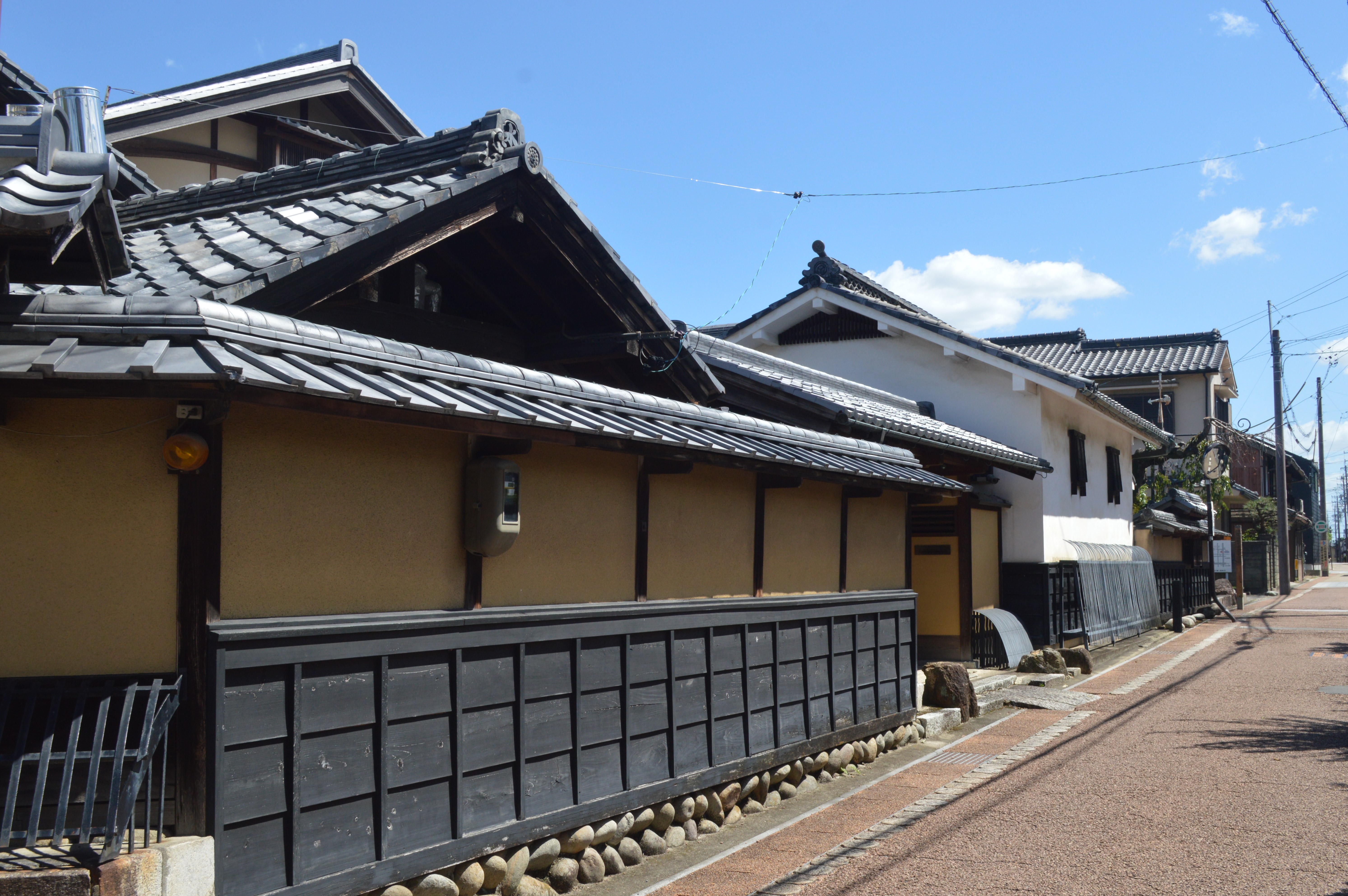
塀

  - 1931年（昭和6年）竣工。
- 塀
  - 木造、瓦葺、延長48メートル。
  - 1931年（昭和6年）竣工。
- 井戸屋形
  - 切妻造、桟瓦葺。建築面積11平方メートル。桁行4.4メートル、梁間2.4メートル。敷地の北西部にある。
  - 明治時代竣工。

- 塀